# Paidugina
Die Paidugina (russisch Па́йдугина) ist ein 458 Kilometer langer rechter Nebenfluss der Ket im Westsibirischen Tiefland in Russland.

## Verlauf
Die Paidugina entfließt in 145 m Höhe dem 6,3 km² großen See Bolschoje Okunjowoje, der im Südosten des Westsibirischen Tieflandes im sumpfigen Gebiet der Wasserscheide zum Flusssystem des Jenissei an der Grenze zwischen der Oblast Tomsk und der Region Krasnojarsk liegt. Nach wenigen Kilometern nimmt sie die etwas längere Rechte Paidugina (Prawaja Paidugina) auf, die den bereits in der Region Krasnojarsk gelegenen Seen Srednije osjora („Mittlere Seen“) entfließt. Auf ihrer gesamten Länge durchfließt die Paidugina dann in südwestlicher Richtung stark mäandrierend den Ostteil des Rajons Parabel der Oblast Tomsk (nur die ersten Kilometer liegen im Rajon Werchneketski). Sie mündet schließlich in 48 m Höhe in den langen rechten Mündungsarm Kopylowskaja Ket der Ket, etwa 9 km vor dessen Mündung in den Ob und südwestlich des Dorfes Narym.
Die wichtigsten Nebenflüsse sind die Berjosowka von rechts sowie Jegoldokowa, Jugolowka und Jurma von links.

## Hydrographie
Das Einzugsgebiet der Paidugina umfasst 8790 km². Im Unterlauf erreicht der Fluss eine Breite von etwa 100 m bei einer Tiefe von mehr als 1 m; die Fließgeschwindigkeit beträgt hier 0,6 m/s.
Der Fluss gefriert von Ende Oktober/November bis Ende April/erste Maihälfte, worauf ein bis Ende Juni andauerndes Hochwasser folgt. Die Wasserführung der Paidugina 97 km oberhalb der Mündung beträgt im Jahresdurchschnitt 62,0 m³/s bei einem Minimum von 20,9 m³/s im März und einem Maximum von 180 m³/s im Juni.

## Infrastruktur
Der Fluss ist auf 182 km ab dem ehemaligen Dorf Berjosowka unterhalb der Einmündung des gleichnamigen Nebenflusses schiffbar.
Das durchflossene Gebiet ist nur sehr dünn besiedelt. Heute gibt es entlang des Flusses keine ständig bewohnten Ortschaften. Das Dorf Berjosowka wurde in den 1990er-Jahren aufgegeben, andere weiter flussabwärts gelegene Siedlungen (Nowy Imber, Stary Imber, Kainassowo, Borki) bereits früher. Ein Fahrweg führte in einiger Entfernung vom Fluss von Narym bis Berjosowka.